# 飯田惣一郎
飯田 惣一郎（いいだ そういちろう、1986年1月6日 - ）は、日本の俳優・演出家である。奈良県奈良市出身。血液型A型。身長170cm、体重58kg。

## 経歴
奈良県奈良市出身。奈良市立椿井小学校、奈良市立三笠中学校、奈良県立奈良高等学校を経て日本大学藝術学部演劇学科を卒業。大学進学時の18歳の時に上京する。子どもの頃に地元の市民劇団であった劇団「良弁杉」に関わったのが舞台に関わるきっかけである。在学時より様々なジャンルの芸術に興味を持ち、現在は俳優・ダンサー・演出家の他に企画運営などの活動もしている。

## 人物
- 奈良をこよなく愛する。自称奈良の親善大使。
- 「そうちゃん」と呼ばれる。
- 好きな食べ物は「豚汁」。

## 出演

### 舞台
- 創作ミュージカル「二月堂良弁杉」
- ミュージカル『葉っぱのフレディ』（2010年、東京 / ニューヨーク / 甲府 / 牛久） - マーク 役
- 戸田市民ミュージカル『パック・ザ・リバー3』（2010年12月5日、戸田市民文化会館） - チュッパ 役
- ミュージカル『ROCK!PRINCESS』（2012年1月14日・15日、世田谷パブリックシアター） - ミケランジェロ 役
- Internationarl Stage Project公演『Spelling Bee』（2012年3月6日 - 11日、新宿シアターブラッツ） - リーフ・コニーベア 役
- Score Produce公演『LITTLE WOMEN 〜若草物語〜』（2012年12月27日 - 31日、日暮里d-倉庫）- ローリー 役
- コカコーラ・ウェスト主催公演 ミュージカル『ファーブル昆虫記』（2013年、熊本 / 福岡 / 大阪 / 東京 / 広島） - コガネムシ 役
- 関西テレビ放送開局55周年記念 ミュージカル『愛の唄を歌おう』[1]（2014年1月10日 - 21日、東急シアターオーブ / 1月25日 - 2月2日、オリックス劇場） - コンビニ店員 役 / 天使 役、他（アンサンブル）
- ミュージカル『ファーブル昆虫記』小学校体育館公演（2014年、福島 / 山形 / 栃木 / 群馬 / 埼玉） - コガネムシ 役
- ミュージカル座公演『I HAVE A DERAM』（2016年） - マイク 役
- きかんしゃトーマス ファミリーミュージカル『ソドー島のたからもの』（2016年） - ケン 役[2]

### 海外公演
- 国際交流基金主催公演『笑う土／Sand Topos』（2008年、ブラジル 5都市巡演）
- ミュージカル『葉っぱのフレディ』（2010年、アメリカ・ニューヨーク）
- 「EDANCO」ダンスフェスティバル 『Voice From Monochrome 3.11』（2013年、ドミニカ・サントドミンゴ）

### こどもちゃれんじ
- しまじろうクラブ[3] 『公開収録イベント』のしまじろうのお兄さん
- しまじろうクラブ しまじろう園コンテンツ
- しまじろうクラブ ふしぎしらべ隊 隊員

## 演出

### 演出
- 自主企画公演 ミュージカル『KIZUNA』（2008年3月、台東区生涯学習センター）
- 自主企画公演 ミュージカル『Grade Amore』（2009年3月、アイリスホール）
- さんぽ座公演 オペラ『ヘンゼルとグレーテル』（2010年4月23日、彩の国さいたま劇場）
- Y's company公演 オペレッタ『こうもり』（2012年5月8日・9日、ゆめりあホール）
- Y's company公演 オペレッタ『こうもり』（2013年5月31日 - 6月1日、ムーブ町屋 ムーブホール）
- 創作ミュージカル「二月堂良弁杉」(2024年2月18〜24日、奈良市音声館)

### 構成
- 煌コンサート2009『愛の妙薬』ハイライト上演（2009年、船堀タワーホール）
- 煌コンサート2011『ラ・ボエーム』ハイライト上演（2011年、船堀タワーホール）
- おでん座公演『コジ・ファン・トゥッテ』オリジナル上演（2013年2月24日、五反田文化センター）
- おでん座公演『カルメン』ハイライト上演（2014年3月21日、深川江戸資料館 小劇場）

### その他
- ミュージカル『ヴェローナの二紳士』[4]稽古場アシスタント（2014年）
- 上賀茂神社式年遷宮奉納劇『降臨』演出助手（演出：宮本亜門、2015年）

## 企画

### びえんな〜ら[5]
奈良のアートイベント。「奈良から良い縁が広がりますように」という意味合いが込められている。
- 2010年9月18日・19日 「びえんな〜ら2010 〜いまからここから〜」（正木家 奈良女子大学奈良町セミナーハウス/さんが俥座）
- 2012年9月15日 - 17日「びえんな〜ら2012 〜このゆびとまれ〜」（奈良市音声館）
- 2014年9月14日「びえんな〜ら2014」（奈良市立椿井小学校 体育館）参加・体験型！謎解きミュージカル”大仏を救助せよ!!”

### すこやかプロジェクト[6]
子ども対象の活動。コンサートや障がい児対象の体操教室がある。
- すこやか夏コンサート（2014年7月）
- すこやか体操教室（毎月）